# Palazzo Bertucci
Il Palazzo Bertucci, ora Palazzo Bertucci Tolot, è un edificio dalle forme barocche situato in via Nazionale 72 a Borgo Val di Taro, in provincia di Parma.

## Storia

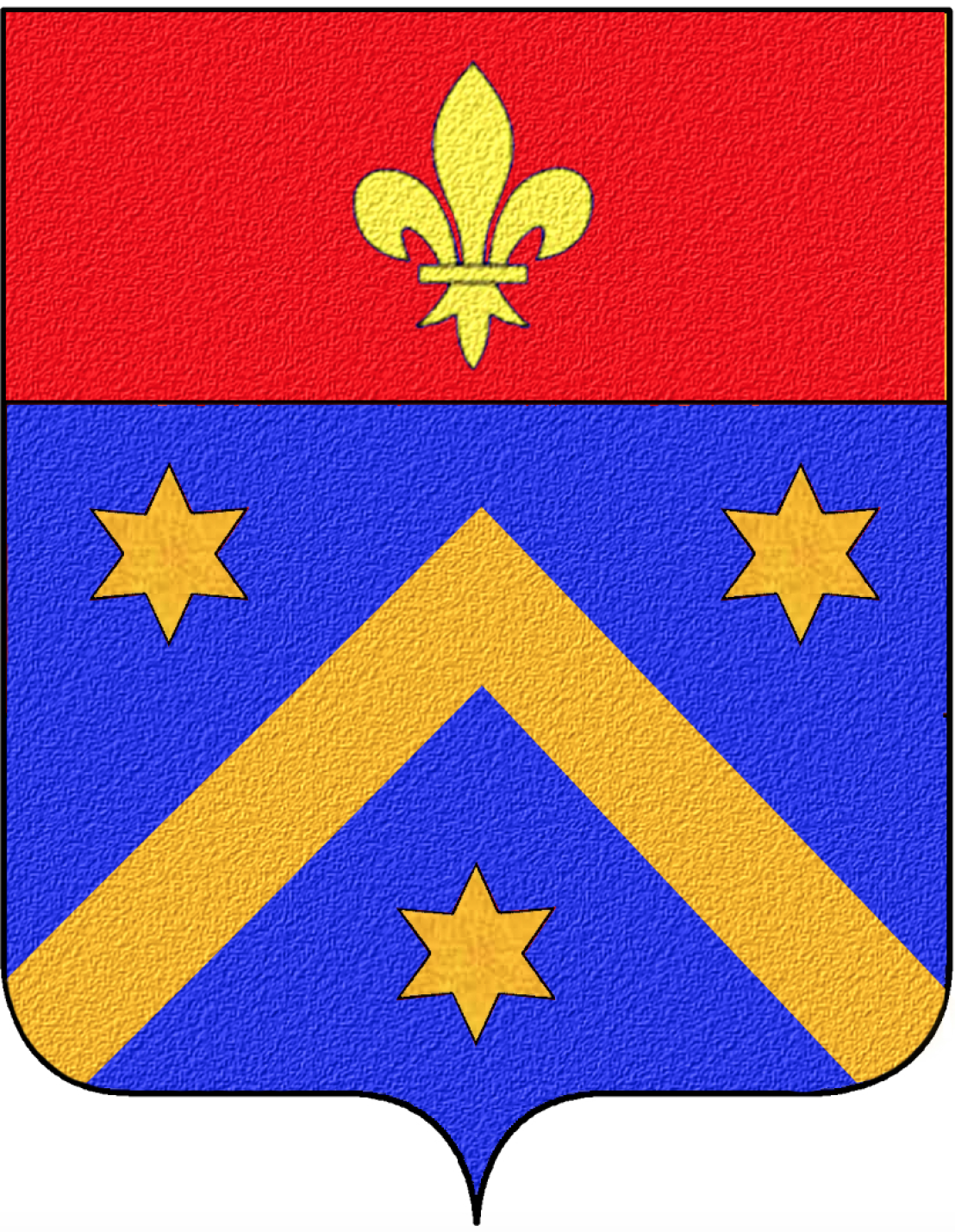
Stemma dei conti Bertucci

Il palazzo fu innalzato verso la fine del XVII secolo per volere della famiglia Bertucci, che nel 1704 fu insignita del titolo comitale da parte del duca Francesco Farnese; l'edificio sorse a pochi metri dal non più esistente Portello, che rappresentava la più antica porta d'accesso al borgo, posta di fronte al ponte sul fiume Taro.
Nella seconda metà del XVIII secolo l'imponente palazzo fu visitato in più occasioni dal duca Ferdinando di Borbone e da sua moglie Maria Amalia d'Asburgo-Lorena.
L'edificio appartiene ai Tolot Bertucci, eredi dei conti Bertucci.

## Descrizione

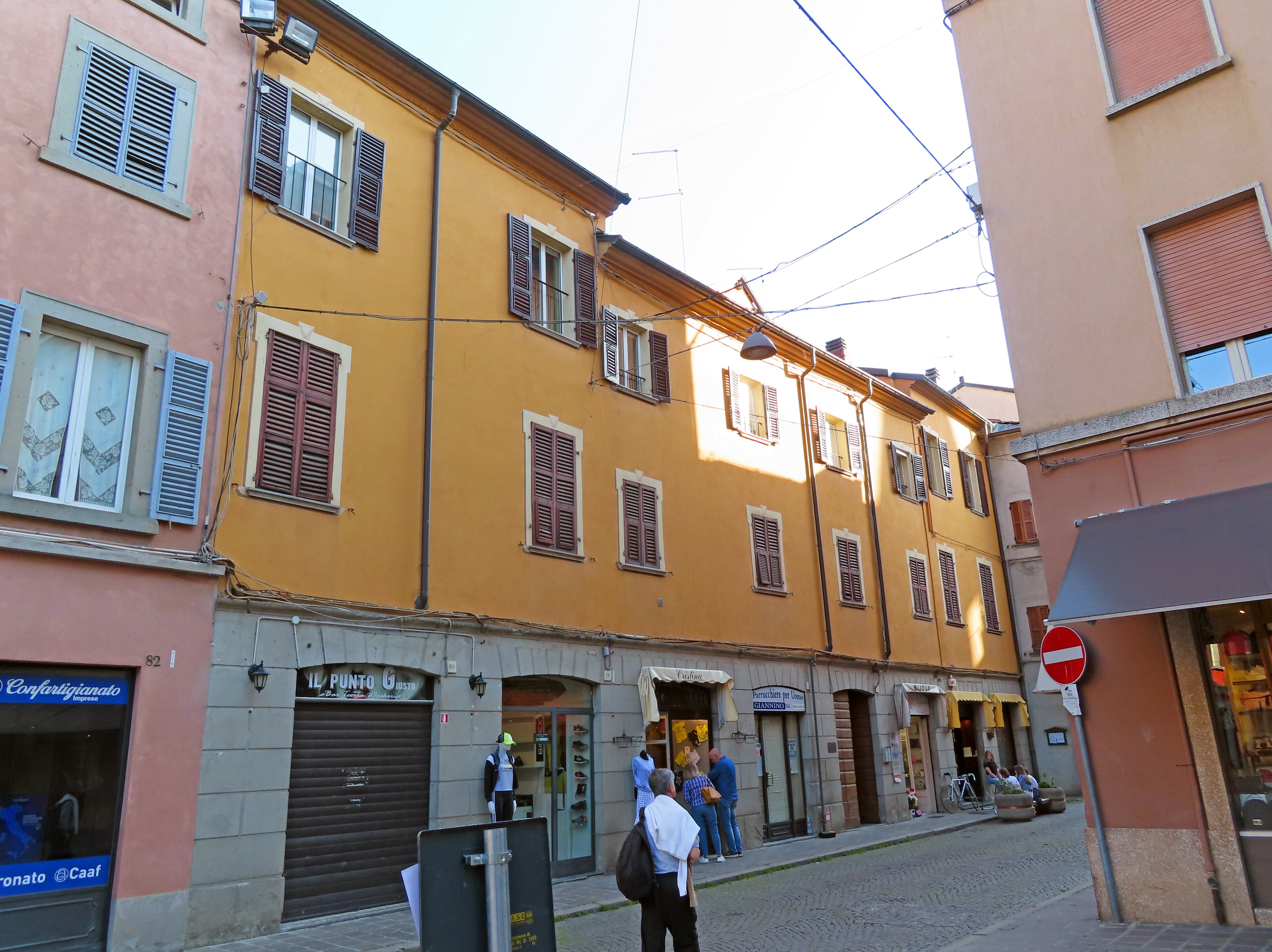
Facciata su via Nazionale

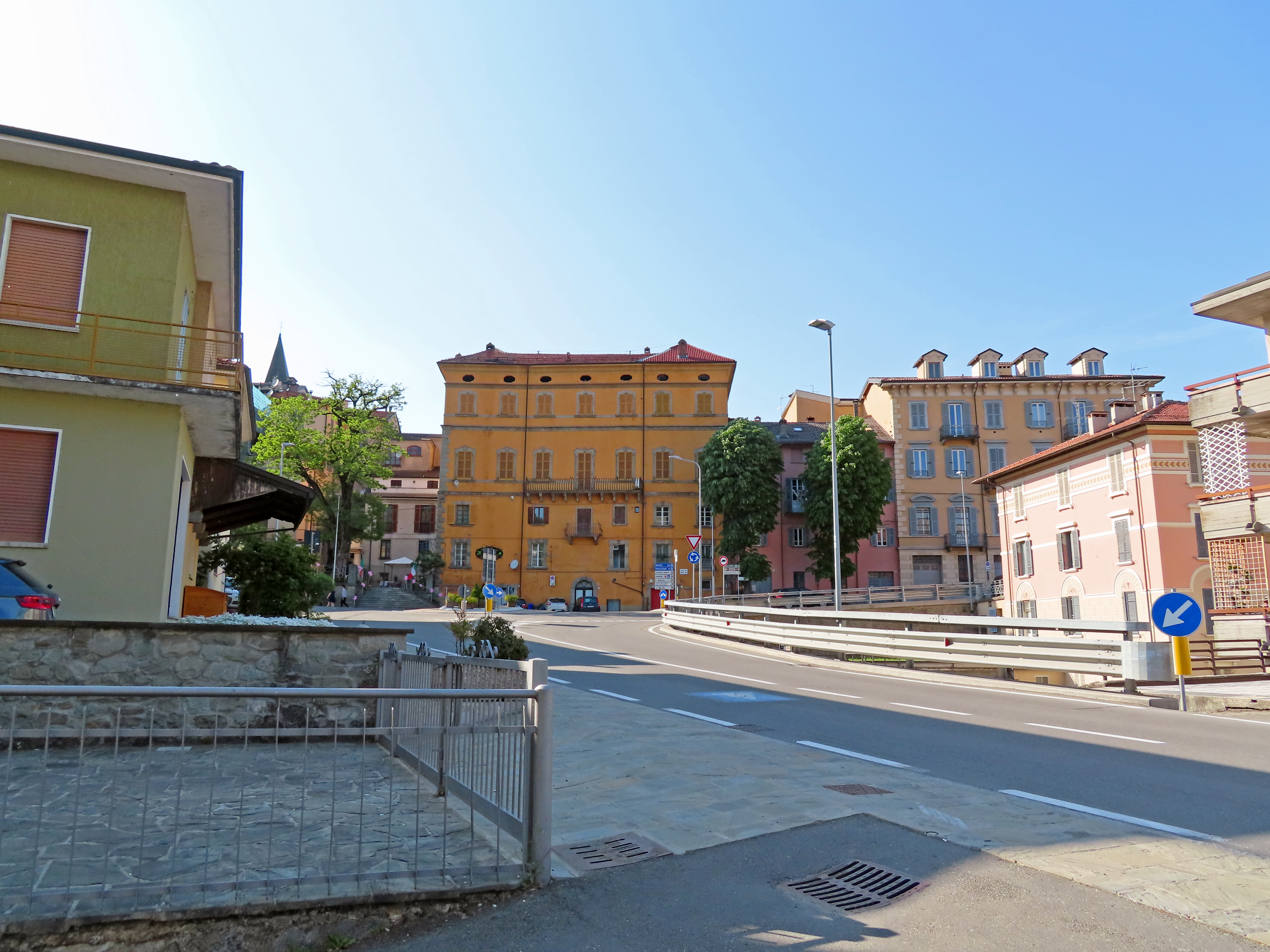
Facciata sud-est

Il grande palazzo si sviluppa su una pianta quadrangolare attorno a un cortile centrale rettangolare; a causa dell'elevata pendenza del terreno i due prospetti a valle e a monte differiscono di due piani.
La semplice facciata d'ingresso su via Nazionale si innalza su tre livelli; il piano terreno, ove si aprono numerose vetrine di negozi, è rivestito in bugnato, mentre i piani superiori, che presentano una serie regolare di finestre delimitate da cornici dipinte, sono intonacati. A contrasto l'imponente prospetto opposto, interamente intonacato, si innalza simmetricamente su cinque livelli oltre a sottotetto al termine di via Taro, che ancora oggi costituisce l'accesso principale a Borgo Val di Taro; gli spigoli dei primi 4 piani e le aperture sono delimitati da eleganti cornici in bugnato, a partire dai tre portali del piano terreno, tra i quali si distingue quello centrale ad arco a tutto sesto, ornato con stelle e un piccolo stemma in sommità; al piccolo balcone centrale del terzo piano si sovrappone una lunga balconata con balaustra bombata in ferro battuto al livello superiore, che costituiva originariamente il piano nobile, in quanto corrispondente al primo piano della facciata d'ingresso a monte; il sottotetto si affaccia in sommità oltre una fascia marcapiano con una serie di piccole finestre ovali. Sul fianco sinistro, raggiungibile attraverso la scalinata d'accesso al borgo, si aprono due portali ad arco a tutto sesto con cornici in bugnato, il secondo dei quali costituiva in origine l'ingresso principale del palazzo.
Dall'accesso su via Nazionale si accede attraverso un lungo corridoio rivestito in pietra al cortile centrale, dominato dal loggiato retto da colonne in arenaria. Sul pianerottolo dello scalone è murata una targa raffigurante gli stemmi borbonici, apposta a ricordo delle visite compiute dal duca Ferdinando e dalla moglie Maria Amalia.
Al piano nobile sono presenti vari ambienti decorati con affreschi rappresentanti scene mitologiche, allegoricamente celebrative dei conti Bertucci; i dipinti, restaurati agli inizi del XXI secolo, furono eseguiti nei primi anni del XVIII secolo da vari autori, tra i quali probabilmente Antonio Boni, Antonio Contestabili e Alessandro Gherardini, che vi lavorò nel 1703.
La volta a padiglione di copertura del salone è ornata con stemmi dipinti sul contorno, mentre al centro si staglia una grande cornice modanata in stucco, che racchiude l'affresco raffigurante Bacco incontra Arianna addormentata nell'isola. La volta della sala adiacente è decorata con dipinti rappresentanti volute, medaglioni, racemi e fiori e, all'interno della cornice centrale in stucco, con l'affresco raffigurante Venere che allatta Amore, assistita dalle tre Grazie. L'ambiente accanto è interamente coperto sulle pareti e sulla volta con affreschi raffiguranti cornici, putti, piccole scene mitologiche e, in sommità, una grande cornice ricca di fregi contenente Giunone, colpita dai dardi di Cupido, viene condotta all'Olimpo. L'ultima sala è anch'essa coperta da una volta a padiglione, decorata con affreschi rappresentanti una finta architettura che inquadra al centro Aurora che rapisce Cefalo.